# ОШ „Кадињача” Лозница
ОШ „Кадињача” је основна школа у Лозници. Налази се у улици Генерала Јуришића 1.

## Опште информације[1]
Школски простор задовољава  нормативе и омогућава квалитетну реализацију наставе. Укупна величина школског простора износи:
-матична школа 3766 m2, од чега је 1094 m2 простора учионица, док површина осталог простора (библиотека, фискултурна сала, школска кухиња и радионица) износи 412 m2, а површина осталих просторија које школа користи (зборница, канцеларије, хол, тоалети, оставе, ходници) износи 2260 m2.
-ИО - 1715 m2, од чега је 543 m2 за извођење наставе, док површина осталог простора (библиотека, фискултурна сала, школска кухиња и радионица) износи 246 m2, а површина осталих просторија које школа користи (зборница, канцеларије, тоалети, трпезарија,  ходници, помоћна зграда и котларница) износи 926 m2.
Данас, у  разредној настави, свако одељење изводи наставу у својој учионици. У предметној настави, настава се изводи у кабинетима, и то за: математику/физику, хемију/биологију, музичку културу, техничко образовање, информатику, српски језик, енглески/немачки језик, историју/географију и ликовну културу. Једна учионица је слободна и служи несметаном извођењу наставе у случају преклапања часова у истом кабинету. Распоред коришћења кабинета унапред је утврђен. Данас,oсновнa школa "Кадињача" сa  867 ученикa и 80 запослених представља једну од  највећих школа на подручју града Лознице.
У матичној школи раде два одељења за образовање и васпитање ученика са сметњама у развоју. Настава се изводи у комбинацијама и то: 2 и 3 разред и 5,6 и 8. разред .Укупан број ученика у специјалним одељењима је 8. Настава је стручно заступљена и изводе је два дефектолога
У склопу зграде матичне школе ради зубна амбуланта Дома здравља „др Миленко Марин“. Велики број ученика користи услуге стоматолога који ради у нашој школи.
У матичној школи и у издвојеном одељењу постоји и ради продужени боравак исвака учионица је опремљена рачунаром уз могућност коришћења интернета у настави.
У матичној школи у оквиру наставе физичког васпитања ученици поред фискултурне сале имају могућност коришћења терена за тенис, скок у даљ, бацање кугле и тркачку стазу
У матичној школи и издвојеном одељењу у употреби је и електронска табла, ЛЦД телевизори и пројектори који се користе у разредној и предметној настави
Ученици школе су организовани у многобројним  секцијама, групама, друштвима и организацијама, а у прилог томе говоре постигнути резултати ученика. 
Школа организује разноврсне ваннаставне активности од којих су најпосећенији  квизови који се организују за ученике од 4-8 разреда у коме учествују и родитељи, као и игранке које се одржавају у холу школе и које посећују и ученици из других школа.
У матичној школи постоји разглас и просторија за пријем родитеља.
Школа је укључена у различите активности у вези обележавања манифестација „Вуков сабор“ и „Ђачки Вуков сабор“, у реализацију Програма “Заједно и безбедно кроз детињство“ и „Школа за 21. век“, који реализује Миистарство унутрашњих послова, као и пројекте „2000 дигиталних учионица“, „Покренимо нашу децу“ које реализује Министарство просвете, науке и технолошког развоја у циљу промовисањаздравља и физичких активности ученика у првом циклусу образовања као и спровођење програма стручног усавршавања за достизање основног нивоа  дигиталних компетенција за наставника
У школи је реализован пројекат „Повезане школе“ који је подраумевао увођење оптичког интернета у матичној школи.
У школи се традиционално организују разноврсне манифестације и то: свечани пријем првака, акција „Заштитимо децу у саобраћају“, недеља школског спорта, промоције и презентације у сарадњи са Центром за промоцију науке, позоришне представе, посете музеју, организован одлазак  ученика у позориште, Дан школе, трибине за родитеље и ученике, новогодишња приредба и маскенбал, школска слава Свети Сава, радионице за време зимског распуста, приредба поводом осмог марта која ће бити организована у Вуковом дому културе, продајна изложба поводом Ускрса, међуодељенски квизови и игранке, прослава матурске вечери.
Од ове школске године примењиваће се Акциони план за подршку деци и породици приликом преласка из вртића у основну школу
У циљу остваривања сарадње са родитељима и пружања подршке у школи је од маја месеца почело да ради психолошко саветовалиште – сваке среде у периоду од 14- 19 часова. Отворена је и мејл адреса за сва питања, сугестије и заказивање разговора. Саветовалиште ће наставити са радом и у овој школској години.

## Историјат[1]
Основна школа "Кадињача" основана је школске 1960/61. године. Почела је са радом, као четворогодошња школа, са 12 одељења која су издвојена из школе "Анта Богићевић" и "Јован Цвијић", у просторијама зграде бившег Дома ученика, где је остала седам година. У почетку се настава одвијала у три зграде. Изградња нове школске зграде започела је 1968. године, а цео објекат, осим фискултурне сале, био је завршен до краја наредне године. Идуће године, завршена је фискултурна сала, игралиште, поплочане стазе и платои и ограђено школско двориште. Школи је припојена ОШ у Зајачи у својству издвојеног одељења и овакво стање је било до почетка 1980. године. Рационализацијом школске мреже од 1992. године школи је припојена школа "Жика Поповић" из Лозничког Поља, у својству издвојеног одељења.
У првој школи постојало је 5 учионица, опремљена радионица за општетехничко, 1 просторија за учила за све предмете, 1 просторија за помоћно особље и кухињу, канцеларија директора и секретара и благајника. Настава физичког васпитања се одвијала у "Партизану" (садашња "Соколана"). Тада је било 365 ученика распоређених у 12 одељења. У разредној настави радила су 4 учитеља а предметна настава била је заступљена са по једним наставником. Укупно је било 15 запослених. 